# Побуна лутака
„Побуна лутака” (мкд. Бунт на куклите) је југословенски и македонски кратки филм из 1957. године који је режирао Димитре Османли.

## Улоге
| Глумац          | Улога |
| --------------- | ----- |
| Емил Рубен      |       |
| Снежана Велкова |       |